# ブリトニー・スカイ

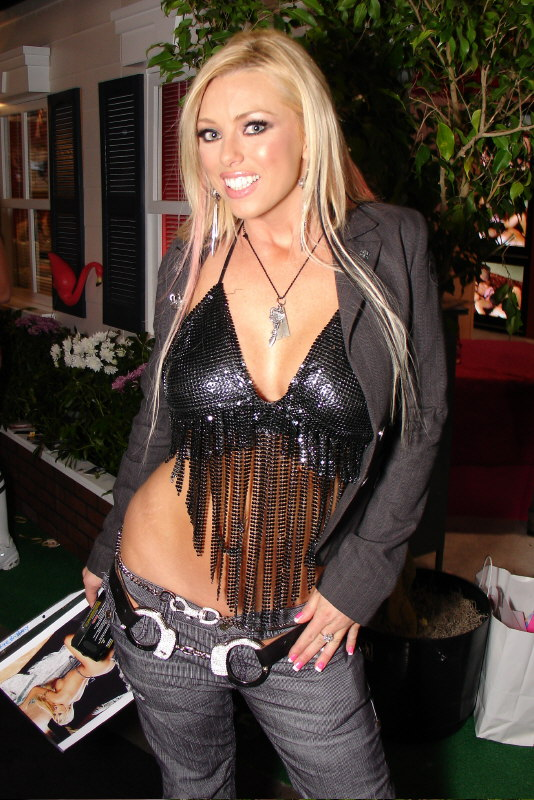
ブリトニー・スカイ

ブリトニー・スカイ（Brittney Skye、1977年11月5日 - ）は、アメリカ合衆国のポルノ女優・映画監督。本名Brandie Rae Rothwell。

## 生い立ち
ニューヨーク州ロングアイランドでSouthampton High Schoolに入学。カリフォルニア州に転校し卒業。
女優になる前は子供向けの寝室の設計について学び、小売店に勤務していた。

## 経歴
2001年、ハードコアのポルノ女優としてのキャリアを開始。Internet Adult Film Databaseで確認できる範囲で506本の作品に出演し、6本の作品を監督した。
2003年11月、Sineplex Entertainmentと監督・女優として独占契約を締結。
アパレルメーカーTapouTのカタログモデルも務める。
2003年6月15日、ゴルフの全米オープンをプレイ中のジム・フューリクに、服を脱いで近づき花を渡そうとした。体にはオンラインカジノのURLが書かれていた。この行為によって1000ドルの罰金と6か月の保護観察という判決が下る。
2006年、 最優秀絡みシーン部門によってAVNアワード受賞、共演者はトミー・ガン。

## 出演作品
- Shane's World 30 (2002)
- Snoop Dogg's Hustlaz: Diary of a Pimp (2002)
- Pussyman's Decadent Divas 22 & 24 (2003 & 2004)
- Der Geist mit dem ich schlief (2003)
- Looking for Love (2003)
- No Limits (2003)
- College Invasion 1 (2003), 6 & 7 (いずれも2005)
- Loaded　(2004)
- Shattered　(2004)
- Exposed Brittney Skye (2005)  マイケル・ニン監督, ニン・ワークス発売
- Evoke - Brittney Skye (2005)　マイケル・ニン監督, ニン・ワークス発売
- Sexpose’ 3: Brittney Skye (2006)
- Whorecraft Season 1 Episode 6  Change(2007)